# Custoswoningen
De voormalige custoswoningen in de Vreewijk in de Nederlandse stad Leiden zijn naar een ontwerp van Rijksbouwmeester Jacobus van Lokhorst voor de Rijksuniversiteit Leiden in 1899 gebouwd. De dubbele dienstwoning voor de custos oftewel conciërges, staat naast het voormalige Farmaceutisch laboratorium en is gebouwd in een typisch laat-negentiende-eeuwse, aan de neogotische en neorenaissance verwante stijl, die aansluit bij de kenmerken van de nabijgelegen laboratoriumgebouwen, van het voormalige universitaire complex.